# Гамбурзьке повстання
Гамбурзьке повстання — озброєне повстання гамбурзьких комуністів та соціал-демократів 23-25 жовтня 1923 року.
Вирішивши скористатися кризовою ситуацією у державі 1923 року, керівництво Комінтерну вирішило провести збройне повстання з метою приходу до влади німецьких комуністів. Революція була запланована на жовтень-листопад 1923 року, але була попереджена діями уряду. Лише комуністи Гамбурга, на чолі з Тельманом, не знаючи про скасування повстання, спробували захопити місто.
23 жовтня загін у складі 1300 чоловіків захопив 17 поліційних дільниць у Гамбургу. У робітничих районах було зведено барикади. Наступного дня повстанці випустили листівки з закликом до загального страйку. Через три дні боїв у робітничих районах Гамбурга війська придушили повстання.